# Улица Максима Горького (Барнаул)
Улица Максима Горького — улица Барнаула, от Площади Баварина до улицы Кирова.
Длина улицы составляет почти 2000 метров.

## История
Первоначальное название — Мостовой переулок, по имеющемуся на улице мосту через реку Барнаулку.
Современное название улица носит с 1938 года в память русского советского писателя Максима Горького (1868—1936).

## Достопримечательности

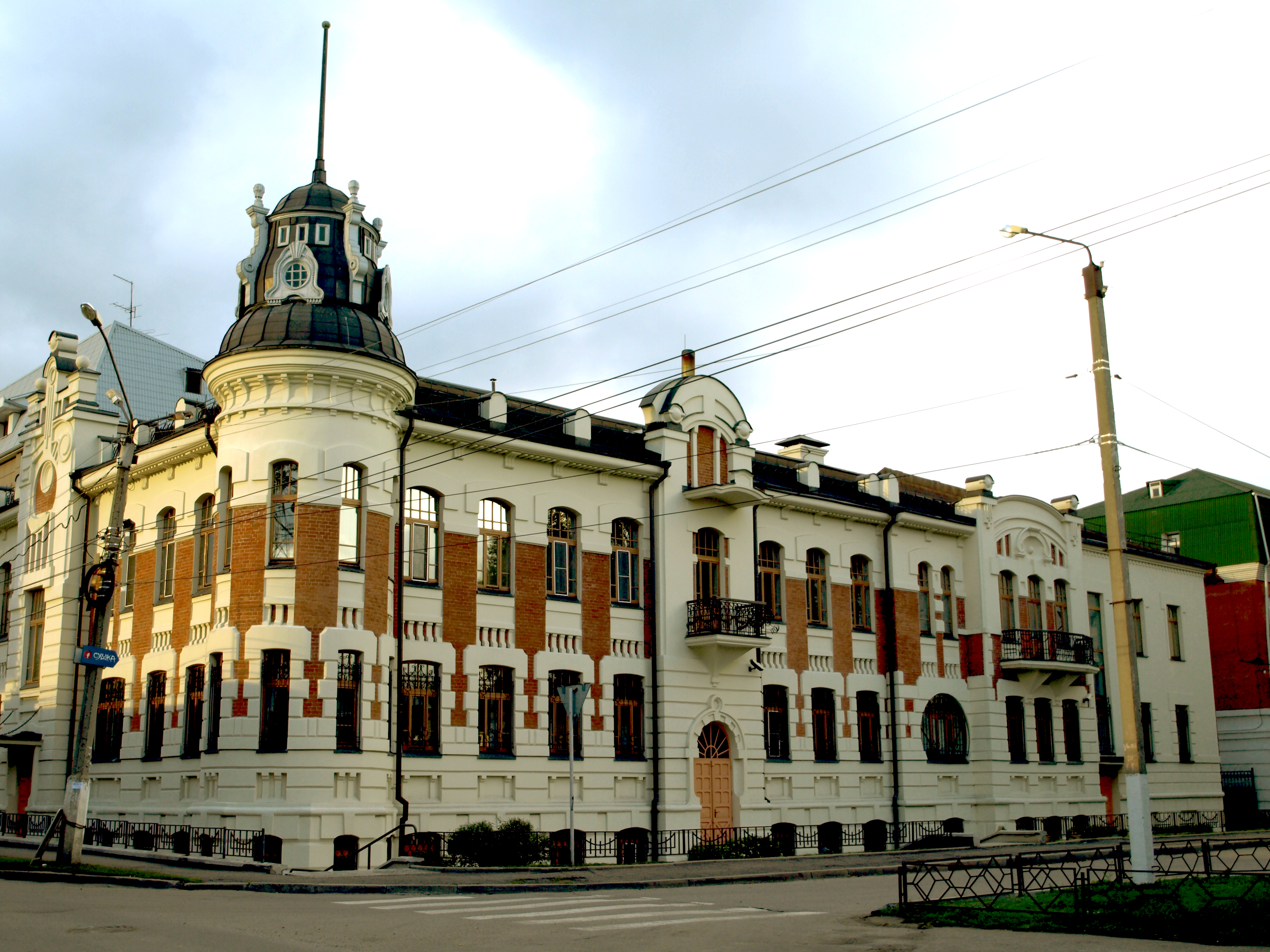
Дом Яковлева и Полякова

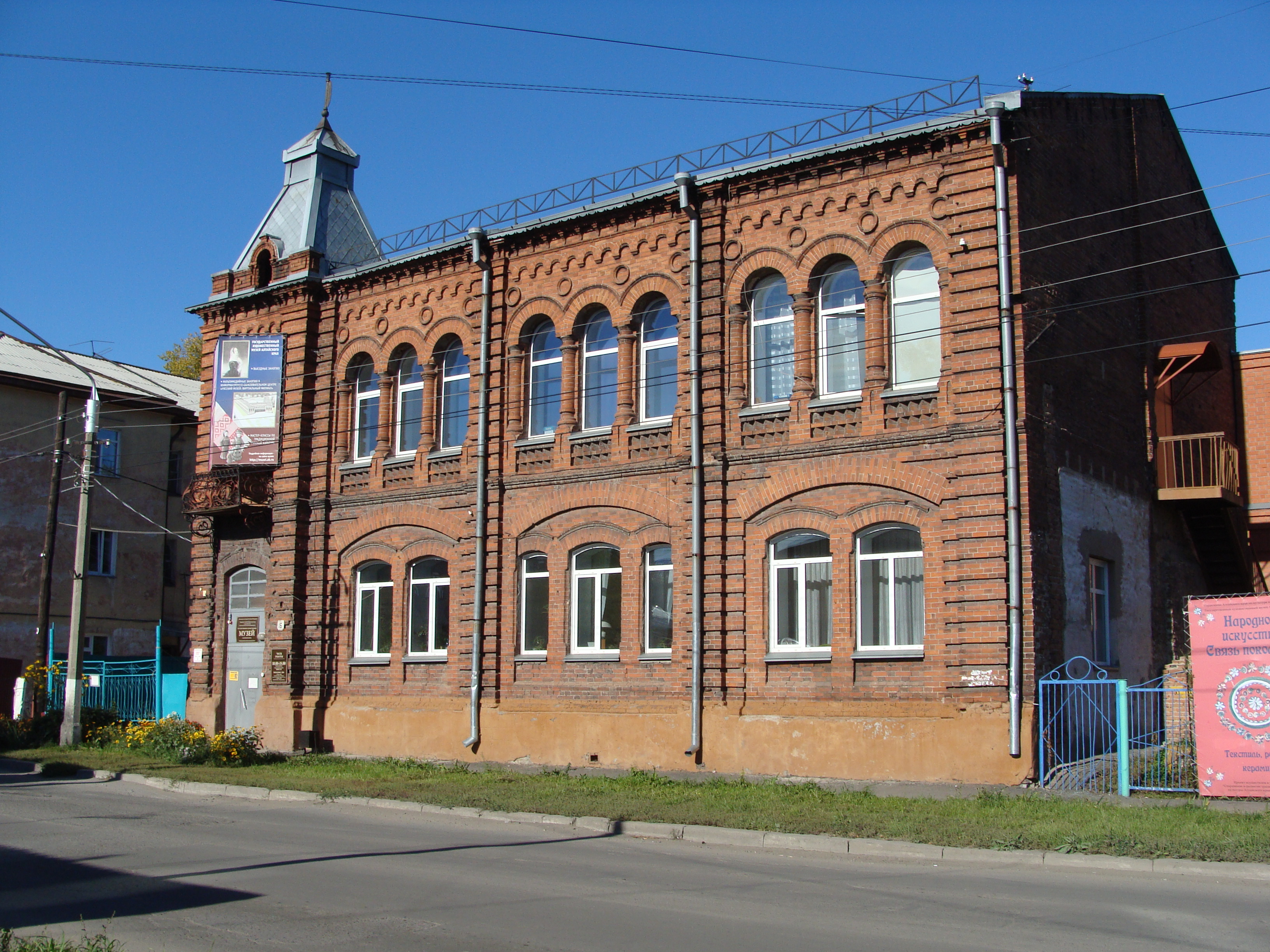
Государственный художественный музей Алтайского края

- д. 16 — Государственный художественный музей Алтайского края
- д. 30 — Дом Полякова и Яковлева (начало XX века, ныне — Музейно-экспозиционный фонд Отделения по Алтайскому краю Сибирского главного управления Центрального банка Российской Федерации)[4]
- Стадион «Динамо»